# Glyptozaria
Glyptozaria là một chi ốc biển, là động vật thân mềm chân bụng sống ở biển trong họ Turritellidae.

## Các loài
Các loài trong chi Glyptozaria gồm có:
- Glyptozaria columnaria Cotton & Woods, 1935[2]
- Glyptozaria opulenta (Hedley, 1907)[3]